# Station Cherbourg
Station Cherbourg is een spoorwegstation in de Franse stad Cherbourg-en-Cotentin.

## Treindienst
| Serie | Treinsoort | Route                                         | Bijzonderheden |
| ----- | ---------- | --------------------------------------------- | -------------- |
| K 2+  | TER (SNCF) | Paris Saint-Lazare – Caen – Lison – Cherbourg |                |